# Valerij Šahraj
Valerij Šahraj, slovenski hokejist in hokejski trener, * 20. maj 1965, Kijev.
Šahraj se je upokojil v sezoni 2002, nazadnje je igral za HK Sportino Bled. Od leta 1997 do 2002 je bil član slovenske reprezentance v hokeju na ledu.

## Pregled kariere
Odebeljeno - reprezentančni nastopi, glej tudi Statistika pri hokeju na ledu.
| Moštvo                   | Liga                  | Sezona |    | Redni del | Redni del | Redni del | Redni del | Redni del | Redni del |   | Končnica | Končnica | Končnica | Končnica | Končnica | Končnica |
| ------------------------ | --------------------- | ------ | -- | --------- | --------- | --------- | --------- | --------- | --------- | - | -------- | -------- | -------- | -------- | -------- | -------- |
| Moštvo                   | Liga                  | Sezona | OT | G         | P         | T         | +/-       | KM        | OT        | G | P        | T        | +/-      | KM       |          |          |
| HK Sportina Bled         | Slovenska liga        | 96/97  |    |           |           |           |           |           |           |   |          |          |          |          |          |          |
| Slovenija                | Svetovno prvenstvo C  | 97     |    | 5         | 0         | 1         | 1         |           | 0         |   |          |          |          |          |          |          |
| HK Sportina Bled         | Slovenska liga        | 97/98  |    |           |           |           |           |           |           |   |          |          |          |          |          |          |
| Olimpija Hertz Ljubljana | Slovenska liga        | 00/01  |    | 9         | 0         | 1         | 1         |           | 10        |   |          |          |          |          |          |          |
| Slovenija                | Svetovno prvenstvo D1 | 01     |    | 5         | 1         | 5         | 6         | +8        | 4         |   |          |          |          |          |          |          |
| HK Sportina Bled         | Slovenska liga        | 01/02  |    | 7         | 0         | 4         | 4         |           | 8         |   |          |          |          |          |          |          |
| Slovenija                | Svetovno prvenstvo A  | 02     |    | 5         | 1         | 1         | 2         | -2        | 2         |   |          |          |          |          |          |          |
| Skupaj                   |                       |        |    | 31        | 2         | 12        | 14        | +6        | 24        |   |          |          |          |          |          |          |